# 안좌초등학교 사치분교
안좌초등학교 사치분교는 대한민국 전라남도 신안군 안좌면에 있었던 초등학교이다. 영화 섬개구리 만세의 실화가 된 학교이기도 하다.

## 연혁
- 1956년 6월 1일 안좌국민학교 사치분교 설립 인가
- 1957년 9월 24일 사치분교장 개교
- 1959년 3월 1일 1,2,3년 학급 편성
- 1967년 4월 1일 도서벽지학교 '을'급 지정
- 1968년 5월 1일 도서벽지학교 '갑'급 조정
- 1969년 3월 1일 안좌서국민학교 사치분교장 개편
- 1986년 1월 1일 도서벽지학교 '나'급 조정
- 1989년 3월 1일 안좌국민학교 사치분교장 개편
- 1996년 3월 1일 안좌초등학교 사치분교 개칭
- 2000년 3월 1일 폐교 및 안좌초등학교 통폐합